# Nazionale femminile di hockey su ghiaccio della Svezia
La nazionale di hockey su ghiaccio femminile della Svezia è controllata dalla Federazione di hockey su ghiaccio della Svezia, la federazione svedese di hockey su ghiaccio, ed è la selezione che rappresenta la Svezia nelle competizioni internazionali femminile di questo sport.

## Palmarès

### Olimpiadi invernali
- Argento a Torino 2006.
- Bronzo a Salt Lake City 2002.

### Mondiali
- Bronzo a Svezia 2005.
- Bronzo a Canada 2007.

### Europei
- Oro a Russia 1996.
- Argento a Germania Ovest 1989.
- Argento a Cecoslovacchia 1991.
- Argento a Danimarca 1993.
- Argento a Lettonia 1995.